# Tysiwci
Tysiwci (ukr. Тисівці, ros. Тисовцы) – przystanek kolejowy w miejscowości Wełykyj Kuczuriw, w rejonie czerniowieckim, w obwodzie czerniowieckim, na Ukrainie. Położony jest na linii Czerniowce – Suczawa.